# Taj ol-Molouk
Taj ol-Molouk, död 1909, var en persisk prinsessa, gift med sin släkting shah Muzaffar al-din Shah Qajar, som regerade 1896-1907.